# V716 Centauri
V716 Centauri é uma estrela variável na constelação de Centaurus. Uma binária eclipsante, sua magnitude aparente visual tem um máximo de 5,96, diminuindo para 6,52 durante o eclipse do componente primário e 6,21 durante o eclipse do componente secundário. Portanto, o sistema é visível a olho nu em excelentes condições de visualização. A partir de sua paralaxe, medida com precisão pela sonda Gaia, é calculado que o sistema esteja a uma distância de aproximadamente 254 parsecs (827 anos-luz) da Terra, um valor significativamente menor que o estimado indiretamente com base em sua luminosidade, de 339 ± 8 parsecs.
V716 Centauri é um sistema binário próximo com duas estrelas separadas por apenas 11 raios solares, em uma órbita circular com período de 1,49 dias. O componente primário tem 5,68 vezes a massa solar, 4,08 vezes o raio solar e está brilhando com 850 vezes a luminosidade solar. Sua temperatura efetiva é de 15 500 K. O componente secundário, com uma luminosidade de 66 vezes a solar, é menor e mais frio, com massa de 2,39 massas solares, raio de 3,36 raios solares e temperatura efetiva de 9 000 K. Essas características correspondem a tipos espectrais de B5V e A2V para as estrelas primária e secundária respectivamente. Com velocidades de rotação equatorial de 137 e 116 km/s, as estrelas apresentam rotação sincronizada.
A proximidade entre as estrelas faz a secundária preencher seu lóbulo de Roche e transferir material para a primária. Originalmente, a estrela secundária era a mais massiva do sistema. Esse fenômeno é responsável por fazer a primária parecer menos luminosa para sua classe, e a secundária mais luminosa, devido a uma demora para as estrelas assimilarem a nova massa.
Este sistema já foi considerado uma possível estrela fugitiva originada por uma supernova na associação Scorpius–Centaurus, com base em uma velocidade radial anormalmente alta de +66 km/s. Esse cenário já está descartado pois o sistema é binário e possui velocidade radial variável devido ao movimento orbital das estrelas; o valor real para a velocidade radial do centro de massa do sistema é de aproximadamente -10 km/s.